# フェイ・ベインター
フェイ・ベインター（Fay Bainter, 1893年12月7日 - 1968年4月16日）はアメリカ合衆国の女優。『黒蘭の女』（1938年）で第11回アカデミー賞の助演女優賞を受賞している。ハリウッド・ウォーク・オブ・フェームに映画分野で名前が刻まれている。

## 来歴
1893年にロサンゼルスで生まれる。父はチャールズ・F・ベインター、母はメアリー・オケル。1898年に子役として初舞台を踏み、旅巡業の女優になった後、1912年にブロードウェイデビューする。
1921年6月にアメリカ海軍士官レジナルド・シドニー・ヒュー・ヴェナブル（1890年 - 1964年）と結婚、1926年に息子レジナルド・ヴェナブル・ジュニア（1926年 – 1974年、後に俳優となる）が生まれる。
1934年に『This Side of Heaven』で映画デビュー。1939年に行なわれた第11回アカデミー賞（1938年の映画を対象）において、主演女優賞（『White Banners』）と助演女優賞（『黒蘭の女』）の2部門にノミネートされ、助演女優賞を受賞する。
1950年代以降はテレビドラマを中心に活動する。
1961年の映画『噂の二人』で第34回アカデミー賞の助演女優賞にノミネート（受賞はならず）。
1964年に夫を亡くし、1968年に肺炎で死去。

## 主な出演作品
| 公開年 | 邦題 原題                                  | 役名                     | 備考                      |
| ------ | ------------------------------------------ | ------------------------ | ------------------------- |
| 1937   | 偽装の女 Quality Street                    | スーザン                 |                           |
| 1937   | 明日は来らず Make Way for Tomorrow         | アニタ・クーパー         |                           |
| 1938   | 黒蘭の女 Jezebel                           |                          | アカデミー助演女優賞 受賞 |
| 1938   | 娘の三角関係 Mother Carey's Chickens       | マーガレット・キャリー   |                           |
| 1940   | 若い科学者 Young Tom Edison                | ナンシー・エジソン       |                           |
| 1940   | 我等の町 Our Town                          | ギブス夫人               |                           |
| 1941   | ブロードウェイ Babes on Broadway           | ミス・ジョーンズ         |                           |
| 1942   | 女性No.1 Woman of the Year                 | エレン・ウィットコム     |                           |
| 1942   | マーガレットの旅 Journey for Margaret      | トルーディ・ストラウス   |                           |
| 1944   | 黒い河 Dark Waters                         | エミリー                 |                           |
| 1945   | ステート・フェア State Fair                | メリッサ・フレイク       |                           |
| 1945   | 落日の決闘 The Virginian                   | テイラー夫人             |                           |
| 1947   | 虹を掴む男 The Secret Life of Walter Mitty | ミティ夫人               |                           |
| 1948   | 花嫁の季節 June Bride                      | ポーラ・ウィンスロップ   |                           |
| 1953   | 真紅の女 The President's Lady              | ドネルソン夫人           |                           |
| 1961   | 噂の二人 The Children's Hour               | アメリア・ティルフォード |                           |